# Boudewijn Poelmann
Boudewijn Poelmann (Bussum, 3 februari 1949) is een Nederlands zakenman en mede-oprichter van de Nationale Postcode Loterij. Tot maart 2020 was hij directievoorzitter van de Holding Nationale Goede Doelen Loterijen NV (Nationale Postcode Loterij en VriendenLoterij) en ceo van Novamedia. Novamedia is de bedenker en eigenaar van het Postcode Loterij-concept en runt goededoelenloterijen in vijf landen. In januari 2021 startte hij het investeringsfonds Phase2.earth, samen met drie (oud-)werknemers van Novamedia.

## Opleiding en werk
Poelmann studeerde bedrijfskunde aan Nyenrode, marketing en management aan de universiteit van Oregon en massacommunicatie en politieke wetenschappen aan de Universiteit van Amsterdam. In de jaren zeventig zat hij in het bestuur van de soldatenvakbond VVDM, waar hij Derk Sauer leerde kennen. Voordat hij het bedrijf Novamedia in 1983 oprichtte, werkte hij bij DAF en bij Novib. Bij Novib was hij verantwoordelijk voor fondsen- en ledenwerving en voor de (pers)voorlichting. In 1983 werd hij directeur van Inter Press Service Europe (IPS), een nieuwsagentschap voor ontwikkelingslanden.

## Novamedia en de Holding Nationale Goede Doelen Loterijen
In 1983 startten Poelmann en Herman de Jong ook het marketing en mediabedrijf Novamedia. In 1989 richtte Poelmann met Simon Jelsma, Frank Leeman en Herman de Jong de Nationale Postcode Loterij op. Tegenwoordig is het doel van Novamedia het oprichten en besturen van goededoelenloterijen wereldwijd. In Zweden, Noorwegen, UK en Duitsland bestaan er ook Postcode Loterijen. De loterijen genereren uit hun inkomsten door lotverkoop geld voor goede doelen.

## Nationale Postcode Loterij
In 1989 was Poelmann een van de vier oprichters van de Nationale Postcode Loterij, sinds 1993 de grootste goededoelenloterij van Nederland. Minimaal 40% van de omzet van de Nationale Postcode Loterij komt ten goede aan goededoelenorganisaties die werkzaam zijn op het gebied van natuurbehoud, milieubescherming, sociale cohesie, ontwikkelingssamenwerking en mensenrechten. Tot maart 2020 vormde Poelmann met Sigrid van Aken en Imme Rog de directie over Novamedia en de Goede Doelen Loterijen. Novamedia/Postcode Loterijen staan 3e op de wereldranglijst van private donoren die gaven aan goede doelen in 2021, aldus City A.M., een zakenkrant uit Londen.

## Geschat vermogen
Quote schatte het vermogen van Poelmann in 2018 op 85 miljoen euro.
Poelmann richtte met Derk Sauer Independent Media B.V. op, een uitgeverij in Rusland. Independent Media werd in 2005 verkocht aan Sanoma Uitgevers. In 2005 stond hij als oprichter en mede-eigenaar aan de wieg van uitgeverij Nieuw Amsterdam. In datzelfde jaar richtte hij in Londen mede het financiële dagblad City AM op, waarvan hij bestuursvoorzitter is van de Raad van Commissarissen. In 2008 is de Stichting Novamedia Fundatie opgericht om de continuïteit te waarborgen van de Goede Doelen Loterijen en Novamedia. Stichting de Novamedia Fundatie is volledig aandeelhouder. De aandelen van Novamedia Holding B.V. zijn sinds eind 2016 voor 100% in handen van Stichting de Novamedia Fundatie. Toen heeft Cella Media B.V. (het bedrijf van Poelmann en zijn echtgenote) haar 19% van de aandelen geschonken aan deze stichting. Sinds 2019 is Poelmann niet langer opgenomen in de Quote 500.

## Nevenactiviteiten
Poelmann was vanaf eind april 2007 tot 1 maart 2009 aangesteld als commissaris van de naamloze vennootschap Feyenoord. Hij hield zich binnen de Raad van Commissarissen vooral bezig met media, marketing en met het Feyenoordlegioen. In 2012 werd Poelmann samen met Frank Leeman onderscheiden als Officier in de Orde van Oranje-Nassau. Als investeerder en adviseur is hij nog steeds actief. In 2021 begon hij samen met drie (oud-)werknemers van Novamedia het investeringsfonds Phase2.earth. Het fonds investeert in start- en scale-ups die een impact willen maken op de wereld.

## Publicatie
- Ineke Holtwijk: De mannen van de droomfabriek. Het verhaal achter het succes van de Postcode Loterij. Amsterdam, Balans, 2015, ISBN 978-94-6003-201-1